# Isostichopus badionotus
Holothurie à points
Espèce
Statut de conservation UICN

 LC  : Préoccupation mineure
Isostichopus badionotus est une espèce d'holothurie de la famille des Stichopodidae, que l'on rencontre aux Caraïbes. Elle est souvent appelée « holothurie à points ».

## Description et caractéristiques
C'est un assez gros concombre de mer, qui peut atteindre 50 cm de long. C'est un animal robuste, au tégument épais, rugueux et légèrement ridé (surtout les vieux individus). Leur corps est plus ou moins rectangulaire, avec des extrémités arrondies et presque aplaties, et une face ventrale plate, parcourue par trois rangées de podia.
Cette espèce est très reconnaissable aux grosses verrucosités sombres qui ponctuent son épiderme (à l'exception de la face ventrale), plus ou moins larges selon les individus, allant d'énormes taches confluentes à de petits points disposés au sommet de grosses papilles charnues. Le diamètre de ces taches est contrôlé par l'animal, et elles se rétractent quand il se sent menacé. La marge inférieure est bordée d'excroissance charnuesfaisant parfois penser à des pattes de chenille. La couleur générale varie du beige clair au brun foncé, en passant par différentes gammes de fauve et d'orange (voire de rouge pour les jeunes, qui peuvent présenter des ornementations plus complexes). Ils peuvent même être brun sombre à points clairs, ce qui les fait ressembler à l'espèce proche Isostichopus fuscus (mais le risque de confusion est inexistant vu qu'ils ne vivent pas dans le même océan).
La bouche est ventrale, entourée de 20 courts tentacules peltés, et l'anus terminal, sans dents anales.

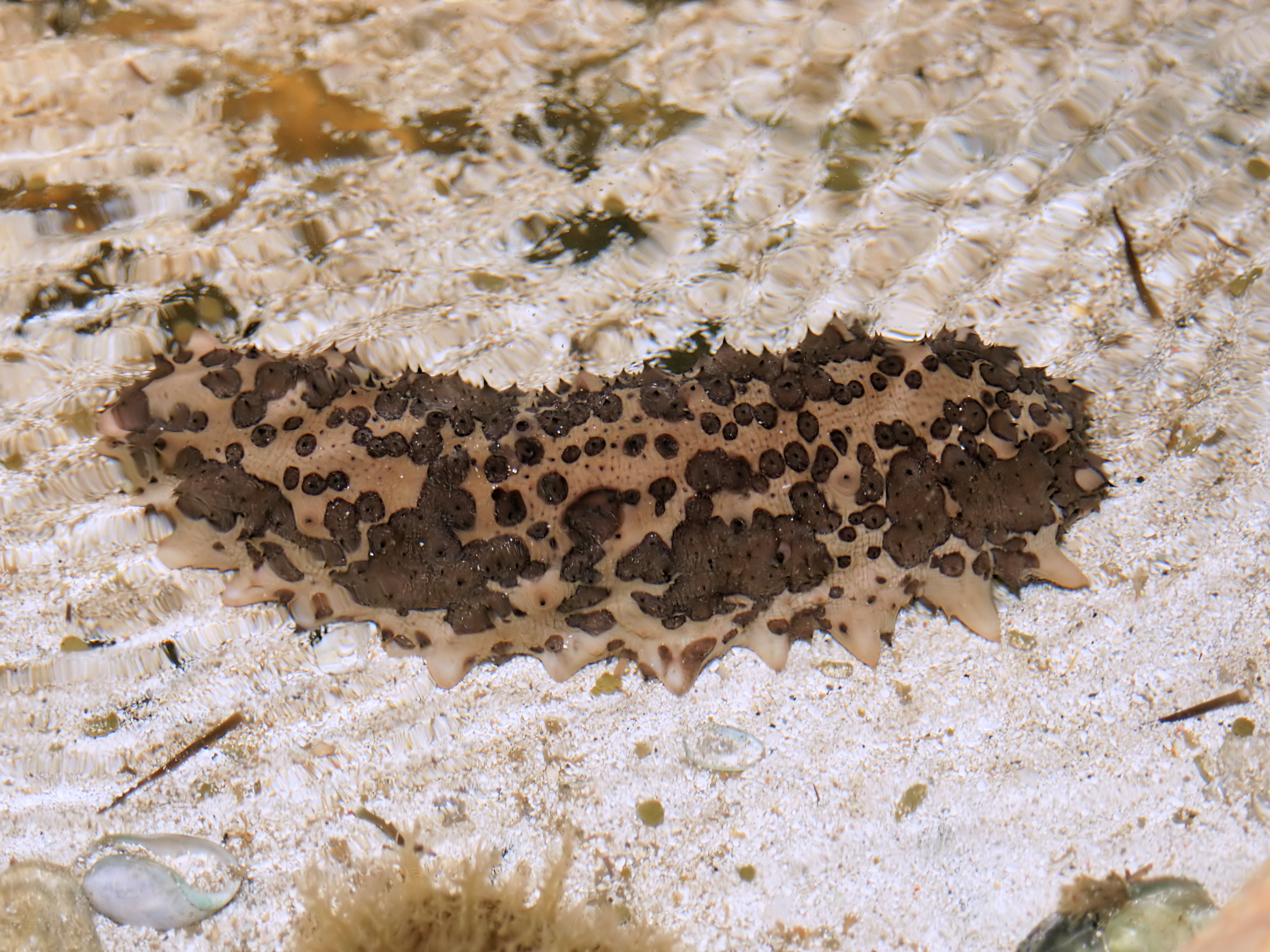
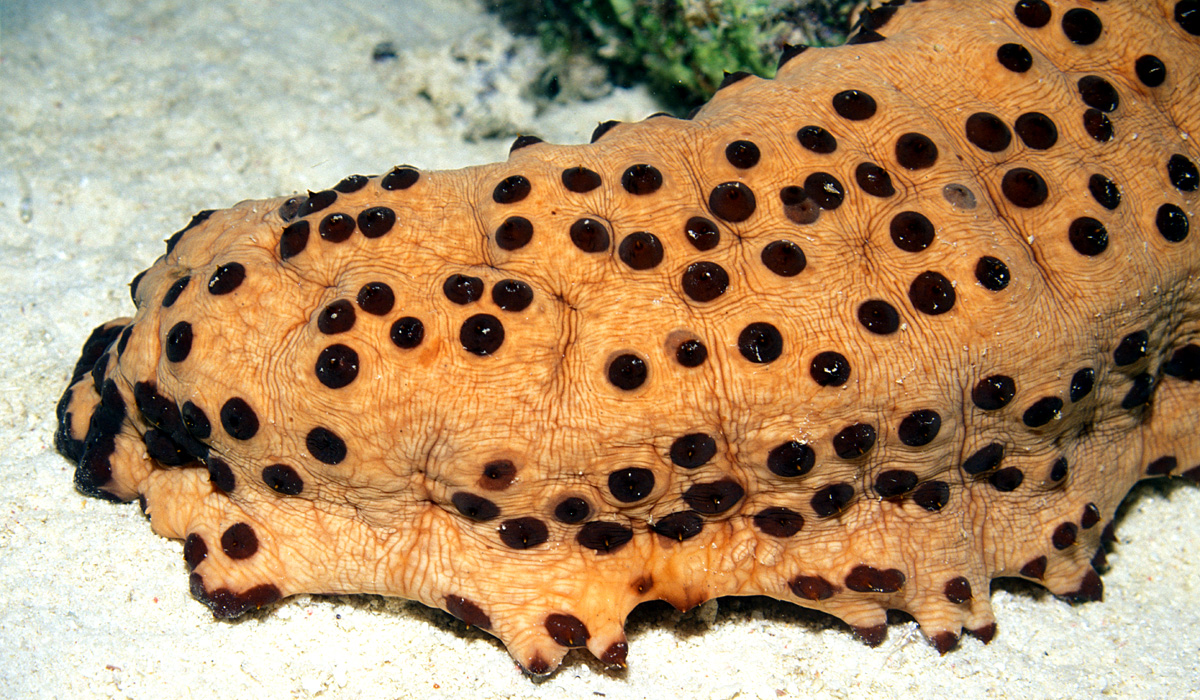
Gros plan sur la partie orale.
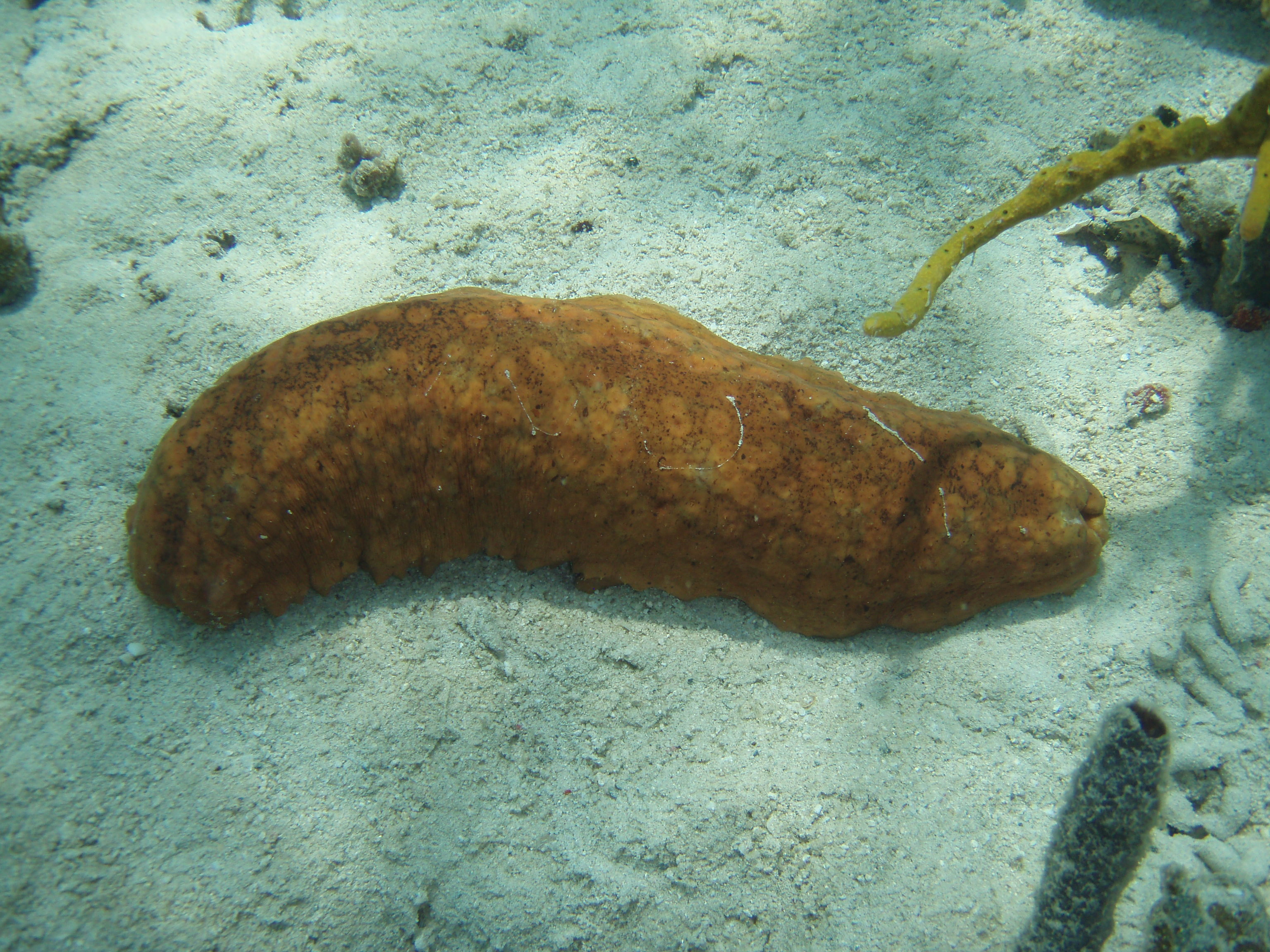
Forme plus rare, sombre avec des taches claires.
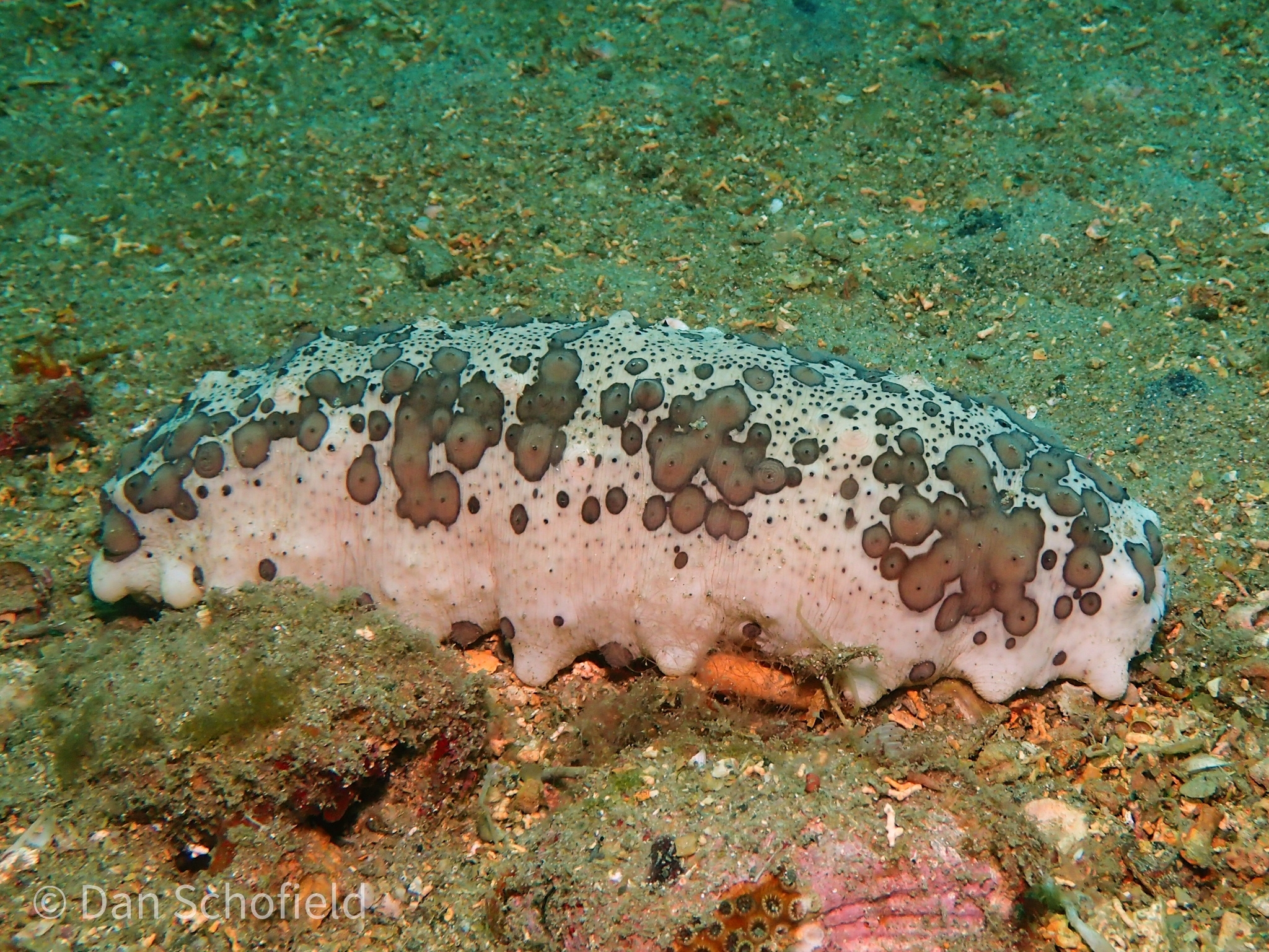
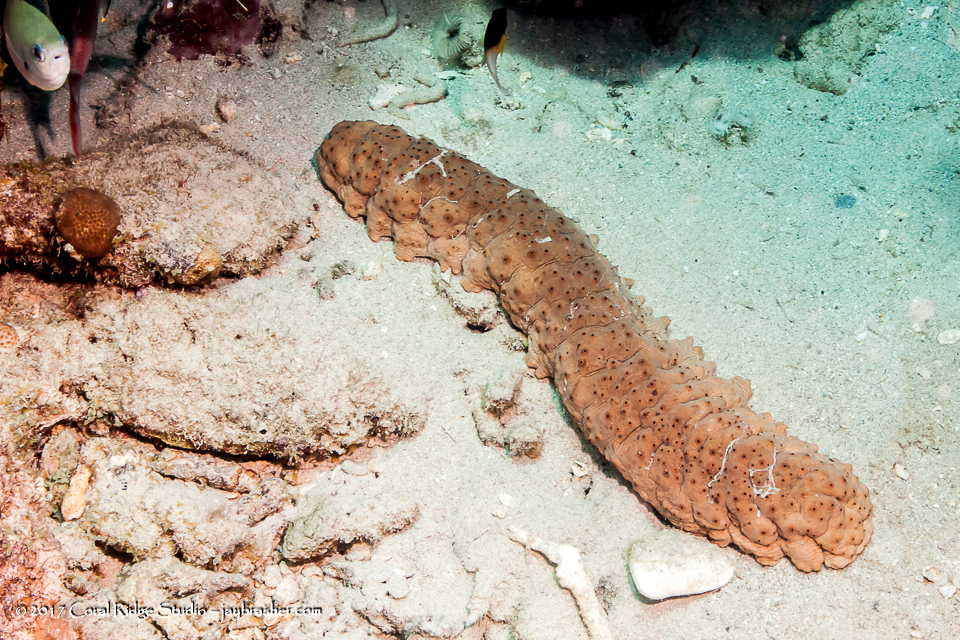

Cette holothurie est parfois confondues avec sa compatriote Holothuria mexicana, mais celle-ci est plus souple, de section arrondie, et n'a pas les grosses papilles rugueuses distinctives de I. badionotus.

## Habitat et répartition

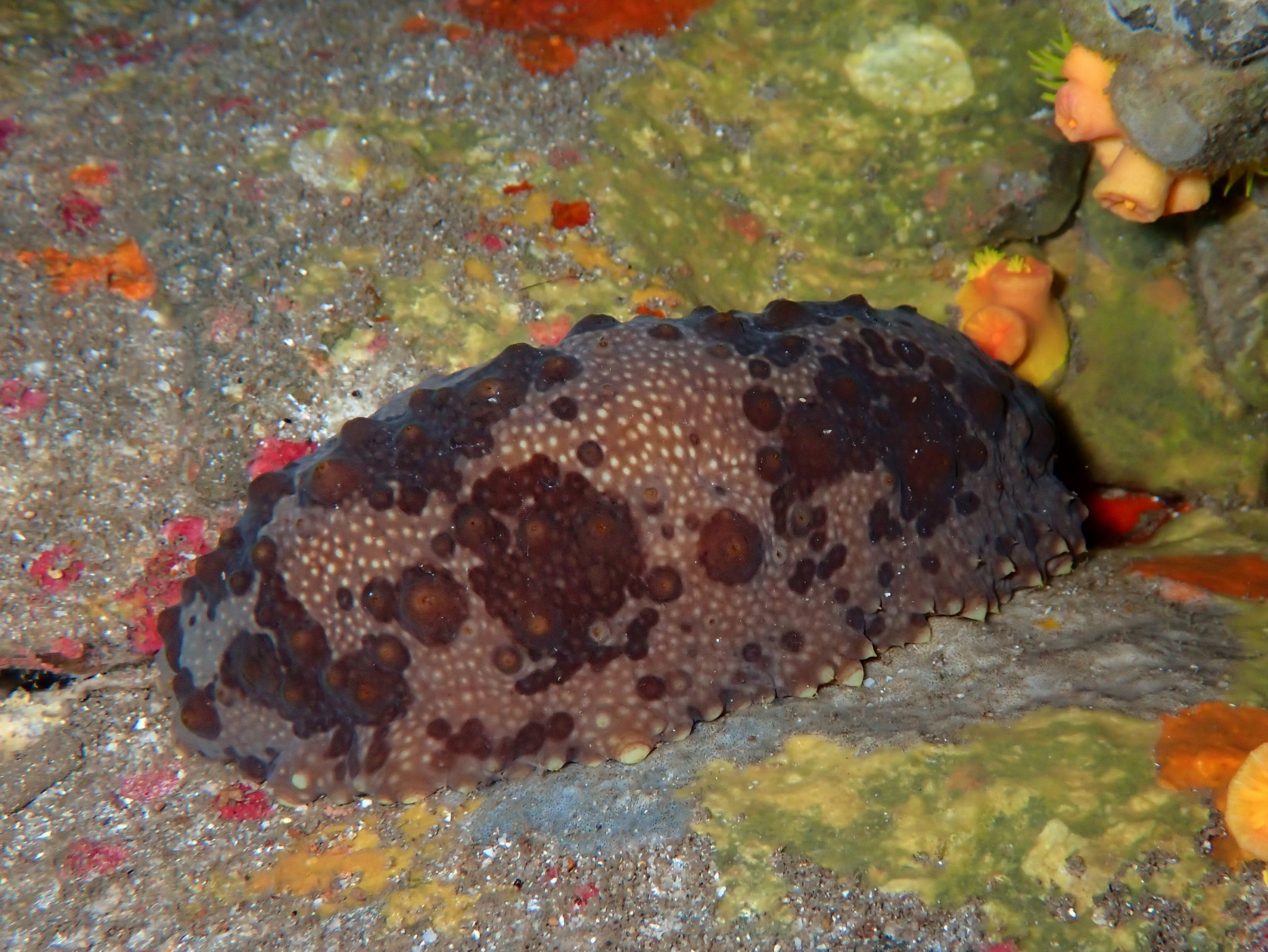
Spécimen africain à São Tomé.

Cette holothurie peut être rencontrée dans toutes les Caraïbes, de la Caroline au Brésil, et des populations sont même signalées dans les îles du centre de l'Atlantique et jusqu'en Afrique de l'Ouest. C'est la deuxième espèce la plus abondante dans la région de Panama.
C'est une espèce qui apprécie les fonds plats, mous et peu profonds : sable, herbiers (Thalassia testudinum ou Syringodium filiforme), vase…

## Écologie et comportement
Cette espèce atteint la maturité sexuelle entre 13 et 20 cm (soit 170-250 g), et la reproduction est très étirée dans le temps (mais plus ou moins suivant les latitudes).
Comme la plupart des holothuries aspidochirotes, cette espèce se nourrit en ingérant le sédiment au moyen de ses tentacules buccaux, pour en digérer la fraction organique. Cette espèce étant naturellement abondante là où elle n'est pas surexploitée, elle est un maillon essentiel de l'épuration des écosystèmes marins : aux Bermudes, sur une surface de 4,4 km2, on estime que sa population ingère et recycle entre 500 et 1 000 tonnes de sédiment chaque année.

## Relations à l'Homme
Cette espèce est comestible, et appréciée en Asie du Sud-Est. Elle fait donc l'objet d'une exploitation industrielle dans certains pays, et se vend relativement cher sur les marchés orientaux une fois séchée et préparée.
S'agissant d'une espèce abondante, sa population totale n'est pas considérée comme menacée par l'UICN. Cependant, sa pêche est régulée dans certains pays comme Cuba, mais fait l'objet de pêche illégale dans d'autres comme la Colombie.